# Малборк
Ма̀лборк (на полски: Malbork; на немски: Marienburg; на латински: Mariaeburgum, Mariae castrum, Marianopolis) е град в Северна Полша, Поморско войводство. Административен център е на Малборски окръг, както и на селската Малборска община, без да е част от нея. Самият град е обособен в отделна община с площ 17,16 км2. Към 2010 година населението му възлиза на 38 278 жители. Известен е със средновековния си замък от XIII век, построен от тевтонските рицари.

## География
Градът се намира в историческата област Помезания (Малборска земя).
Разположен е в делтата на река Висла край двата бряга на ръкава Ногат.

## История на замъка
Строен в продължение на почти 230 години, замъкът Малборк или Орденсбург Мариенбург (на немски: Ordensburg Marienburg) е класически пример за средновековен замък. Той е най-големият в света, изграден изцяло от тухли. Служил е за резиденция на рицарите от Тевтонския орден. Заема площ от повече от 20 хектара. От 1997 година е включен в Списъка на световното културно и природно наследство на ЮНЕСКО.
Първоначално на мястото на замъка била построена малка крепост от червени тухли. След разширяването и укрепването ѝ тук се премества резиденцията на Тевтонския орден от Венеция през 1308 г.
През XIV—XV век замъкът става силно укрепен пункт за кръстоносците с добрата си защита, големите запаси от храна и многочислените гарнизони. В края на Тринадесетгодишната война между кръстоносците и Полша на 7 юни 1457 г. замъкът Малборк е купен от Кажимеж IV Ягелончик. След това става част от многобройните дворци на полските владетели.
В края на XIX век замъкът е изцяло реконструиран, за да си върне средновековния облик. През Втората световна война е почти разрушен и е изграден наново след това. Днес е един от най-посещаваните туристически обекти на Полша.

## История на града
Градът е основан през 1286 година като замък на Тевтонския орден.
Река Ногат (ръкав на Висла) и равнинният терен дават лесен достъп на търговските лодки от Балтийско море да достигат на километри във вътрешността на страната. По време на управлението на Тевтонския орден се събират такси и данъци за пренесените стоки и товари, освен това рицарите налагат и монопол върху търговията с кехлибар по пътя му за останалите части на Европа. По-късно Малборк става част от градовете на Ханзата.
След продажбата на замъка на полския крал през 1457 г. и напускането на рицарите, градът, носещ тогава името Мариенбург, устоява на поляците и се съпротивлява още три години.
Мариенбург е включен в полската провинция Кралска Прусия след Втория договор от Торун през 1466 година. По-късно е анексиран от Прусия при първото разделяне на Полша през 1722 г. и става част от провинцията Западна Прусия на следващата година. Мариенбург влиза в Германската империя в 1871 г.
Според клаузите на Версайския договор след края на Първата световна война жителите на града са попитани дали искат да останат в Германия или да се присъединят към новосъздадената Втора Полска република. Проведен е референдум, според който 9641 от гласовете са в полза на оставането на града в пределите на Германия, а само 165 – за присъединяване към Полша.
Замъкът Малборк е обявен от нацистите за крепост на немската армия (Festung) в края на Втората световна война и затова и градът е подложен на силни бомбардировки и е почти сринат със земята. След промените на границите между Германия и Полша след войната Малборк става полски град. Немското население е изселено, а на тяхно място са преместени поляци от територии, анексирани от Съветския съюз.

## Известни граждани
- Ерих Абрахам (1895 – 1971), генерал
- Хайнц Галински (1912 – 1992), президент на Съветът на евреите в Германия
- Ерих Камке (1890 – 1961), математик
- Адалберт Крюгер (1832 – 1896), астроном
- Фил Розен (1888 – 1951), режисьор
- Вилхелм фон Шулте (1821 – 1894), картограф и историк

## Побратимени градове
Сестринските градове на Малборк са:
- Нордхорн в Германия
- Тракай в Литва
- Сьолвесбори в Швеция от 1999 г.
- Монхайм на Рейн в Германия